# Kaple svatého Jana Nepomuckého (Příchovice)
Kaple svatého Jana Nepomuckého se nachází na návsi obce Příchovice v okrese Plzeň-jih. V roce 2006 byla prohlášena kulturní památkou České republiky. Kaple náleží pod římskokatolickou farnost Přeštice vikariátu Plzeň-jih v plzeňské diecézi.

## Historie
Kaple svatého Jana Nepomuckého byla postavena asi v polovině 18. století v barokním slohu na návsi na břehu Příchovického potoka. V roce 1883 přestavěna v novorománském slohu dle zadání Karla Bedřicha Schönborna. Vysvěcena byla 18. května 1884.
Kaple byla rozsáhle opravena v roce 2002.

## Architektura

### Exteriér
Kaple je orientovaná omítnutá zděná stavba postavená na obdélném půdorysu a ukončená trojbokým závěrem. Je zastřešena sedlovou střechou nad závěrem zvalbenou. Na západní části hřebenu je umístěna čtyřboká zvonička se zvonovými okny opatřenými žaluziemi. Věžička je zakončena stanovou střížkou s hroticí.
Průčelí a boční fasády jsou rámovány nárožními lizénami a pod korunní římsou je po obvodu obloučkový vlys. V ose západního průčelí je obdélný vstup ukončený půlkruhovým záklenkem nad nímž je půlkruhová profilovaná kamenná římsa. Nad vchodem ve štítu je prolomeno kruhové okno v ústupkové šambráně. V bočních průčelích jsou dvojice oken s půlkulatým záklenkem a v bočních stěnách závěru jsou užší okna.

### Interiér
Interiér zakončují ploché stropy. V kněžišti, které je od lodi odděleno vítězným obloukem, se nachází hlavní oltář s obrazem svatého Jana Nepomuckého z 19. století a čtyři svícny. Mobiliář pochází z 19. století. Část hodnotnějších předmětů vybavení kaple je umístěno v Domě historie Přešticka v Přešticích, zvláště cenná je polychromovaná dřevořezba Ukřižování, která pochází ze 17. nebo 18. století.

### Zvony
Ve věžičce je zavěšen zvon z roku 1737. Dne 28. března 1942 byl rekvírován pro potřebu německé armády. Po ukončení druhé světové války byl nalezen a vrácen zpátky do kaple. V roce 2005 byly do věžičky nainstalovány elektrické zvony, dar pana Milosche Fürsta.

## Galerie

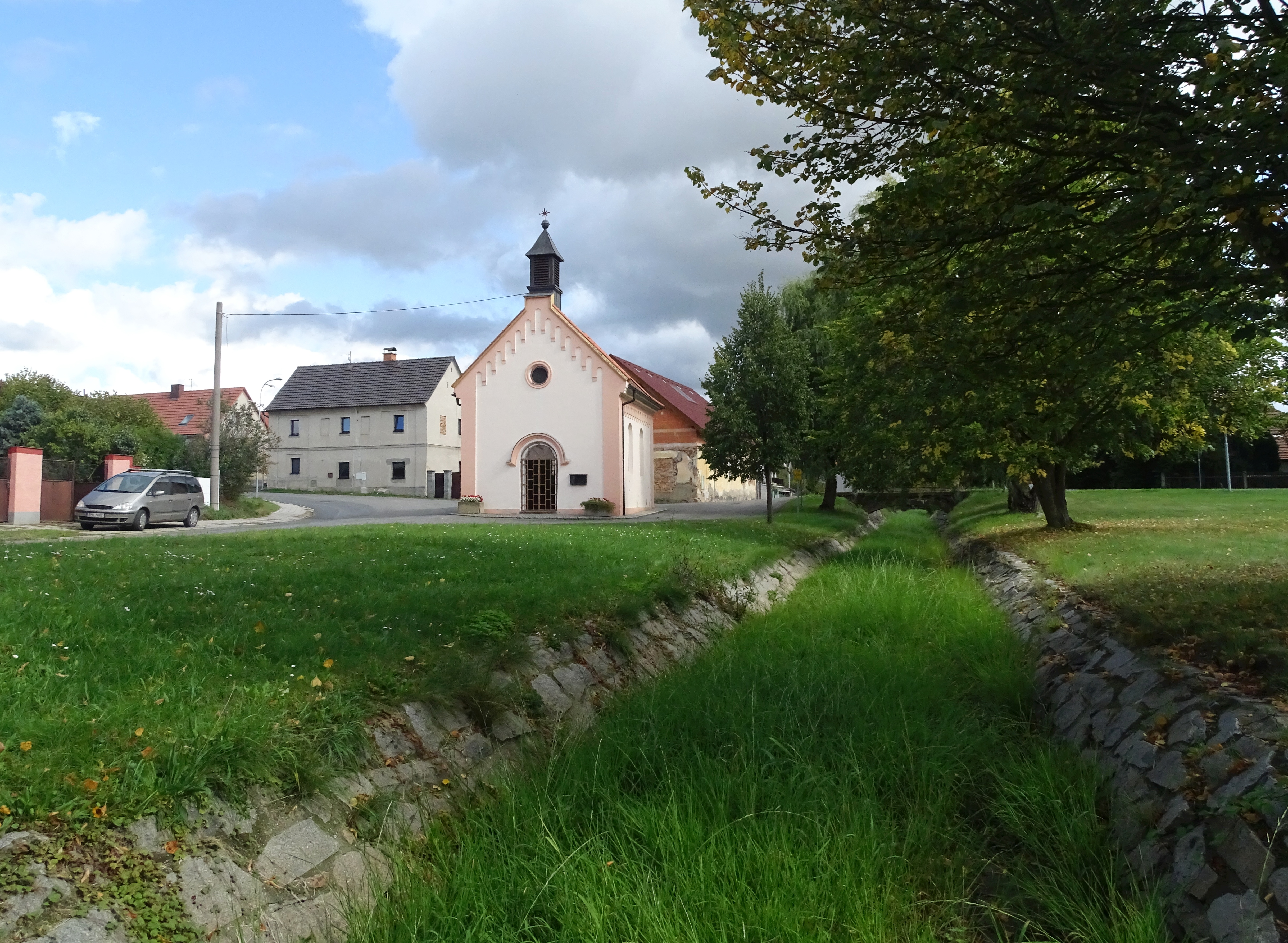
Kaple sv. Jana Nepomuckého Příchovicích
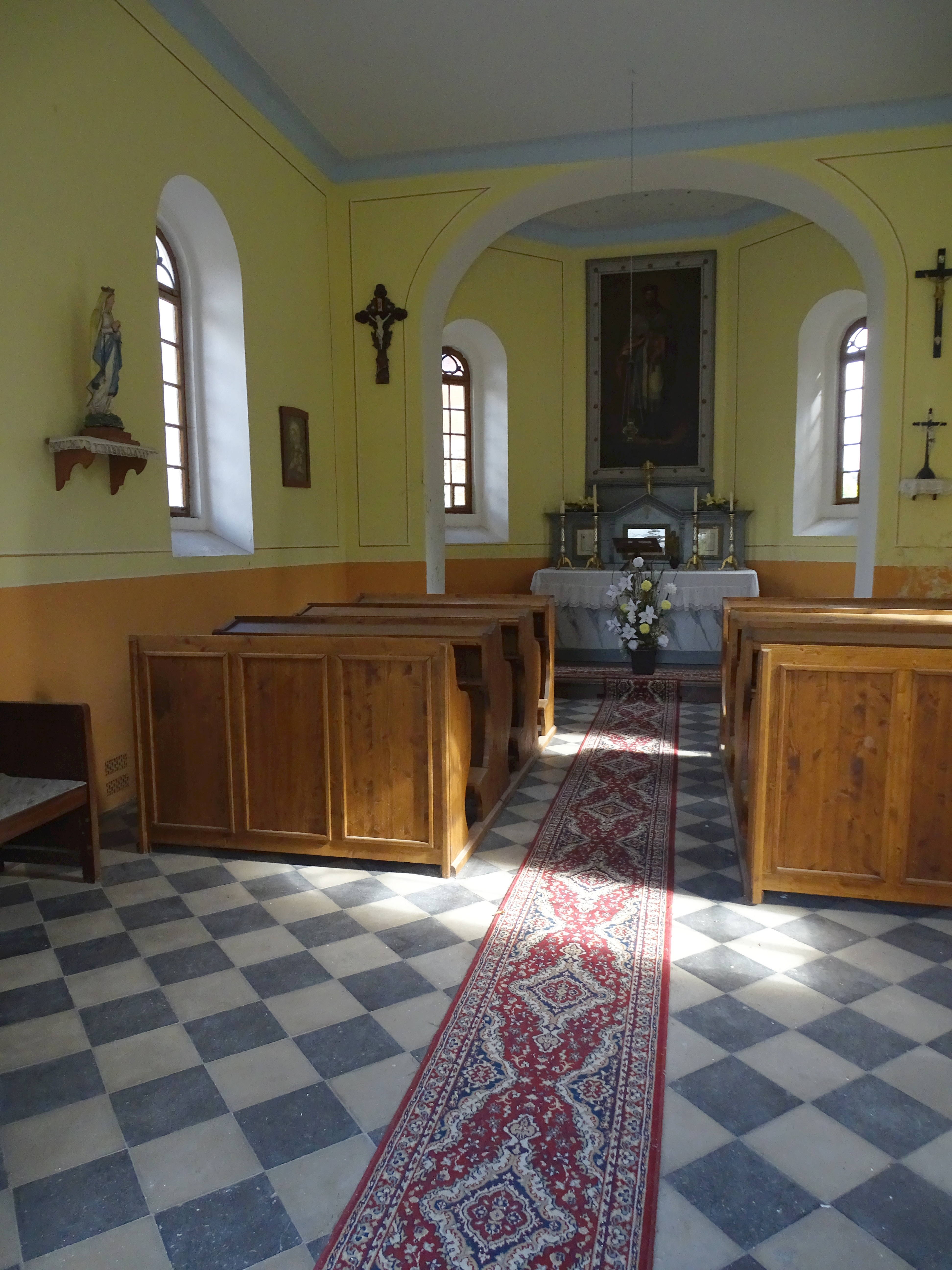
Interiér v kapli
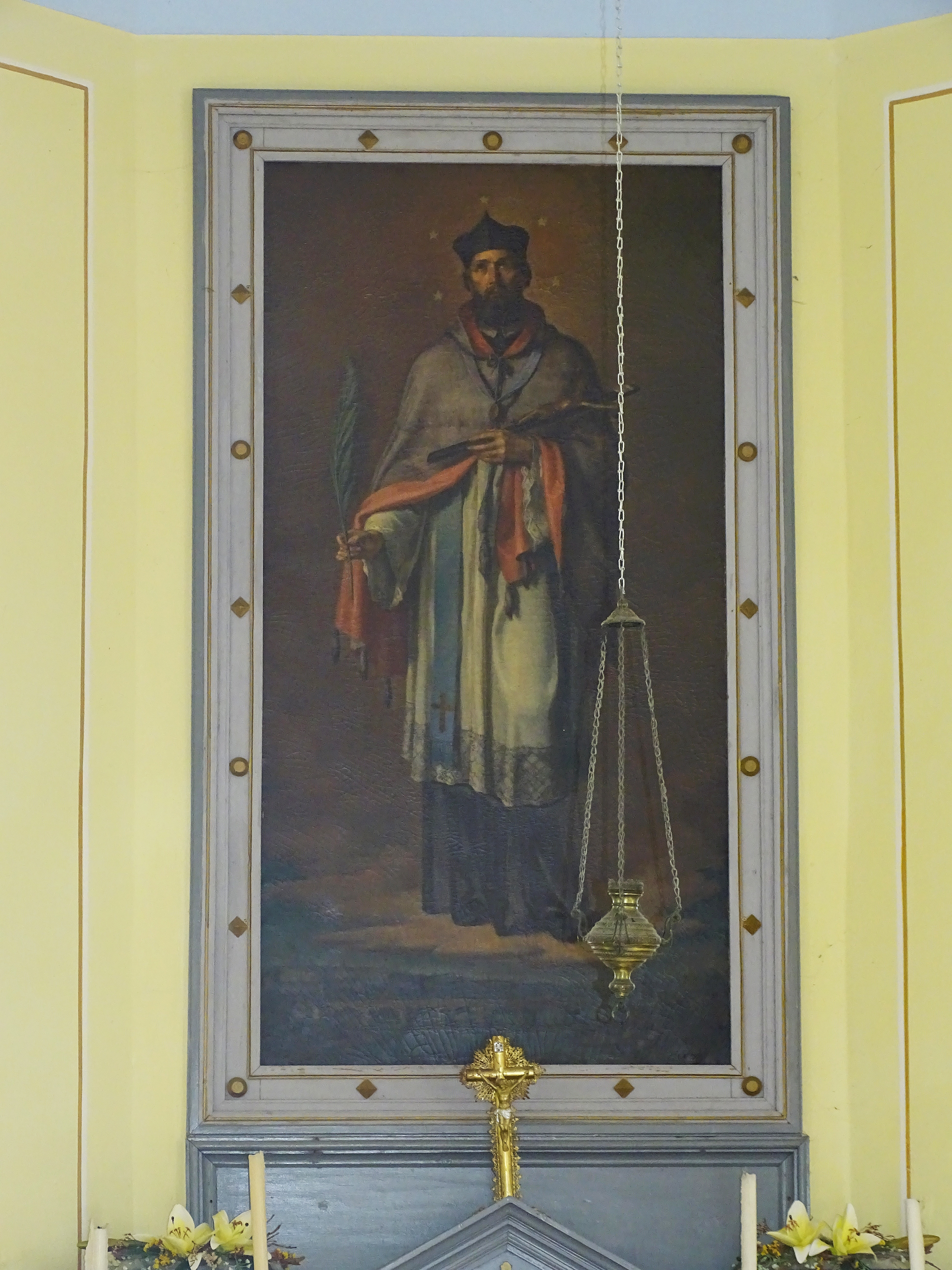
Oltářní obraz v kapli
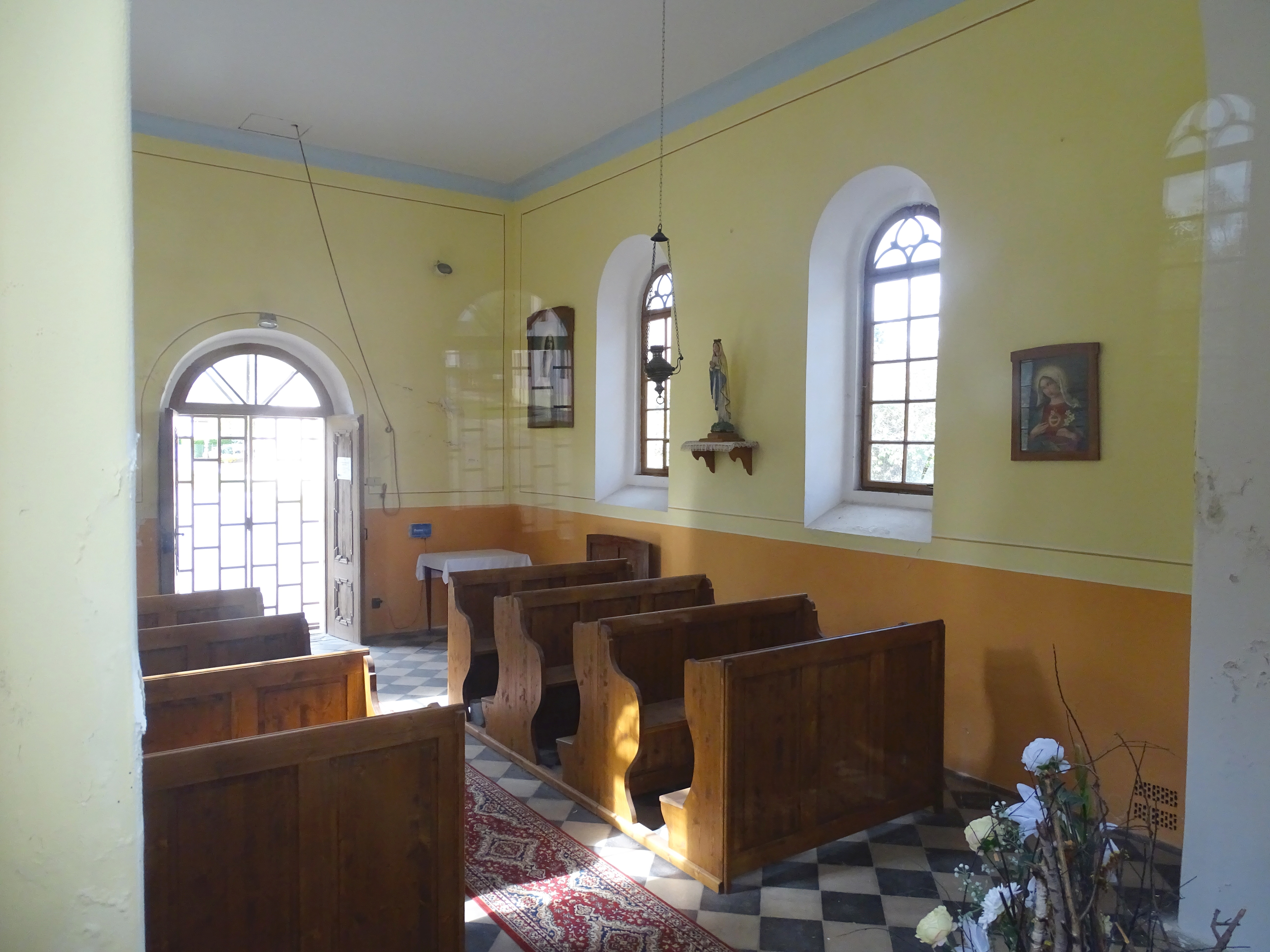
Interiér kaple – pohled od kněžiště
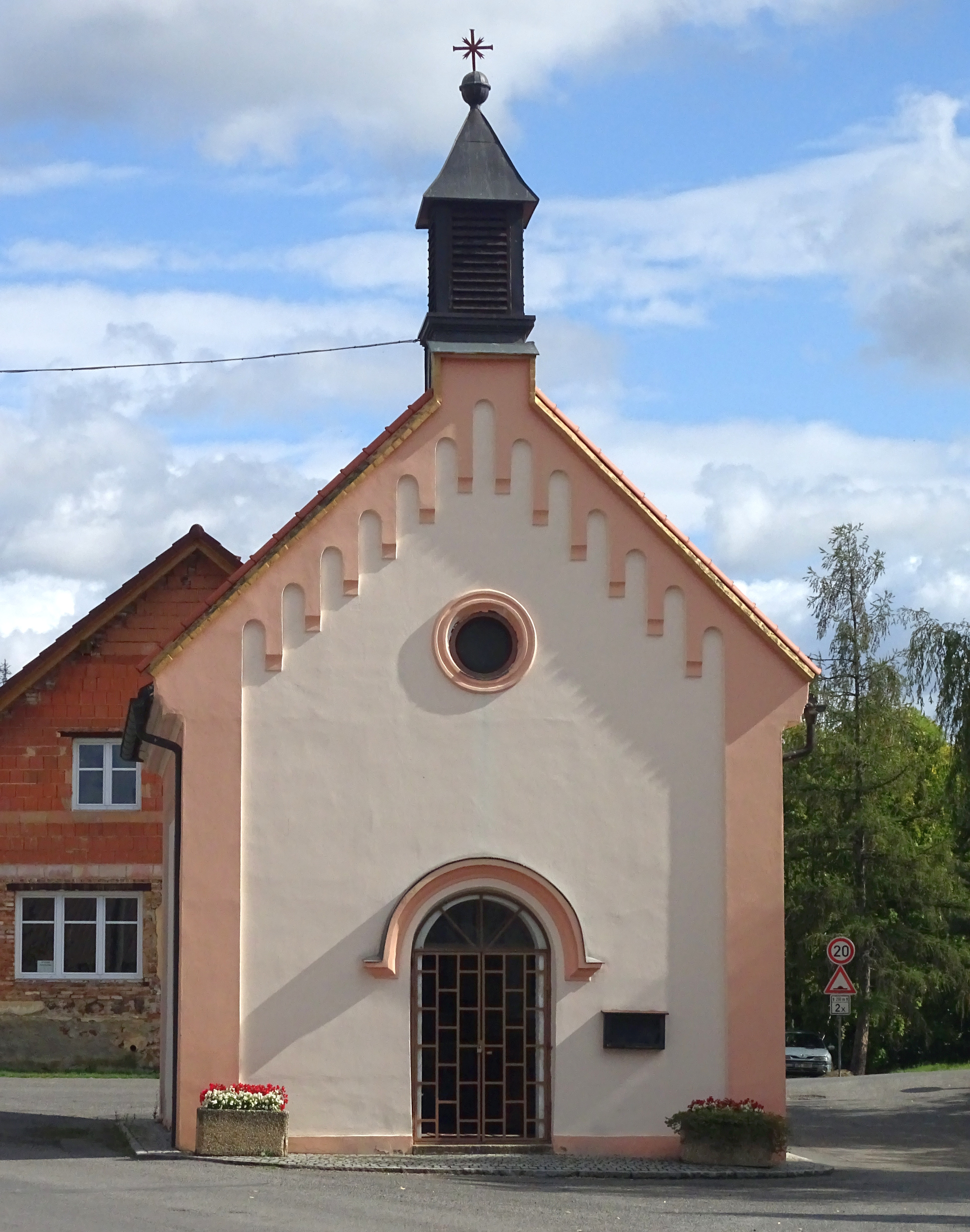
Západní průčelí
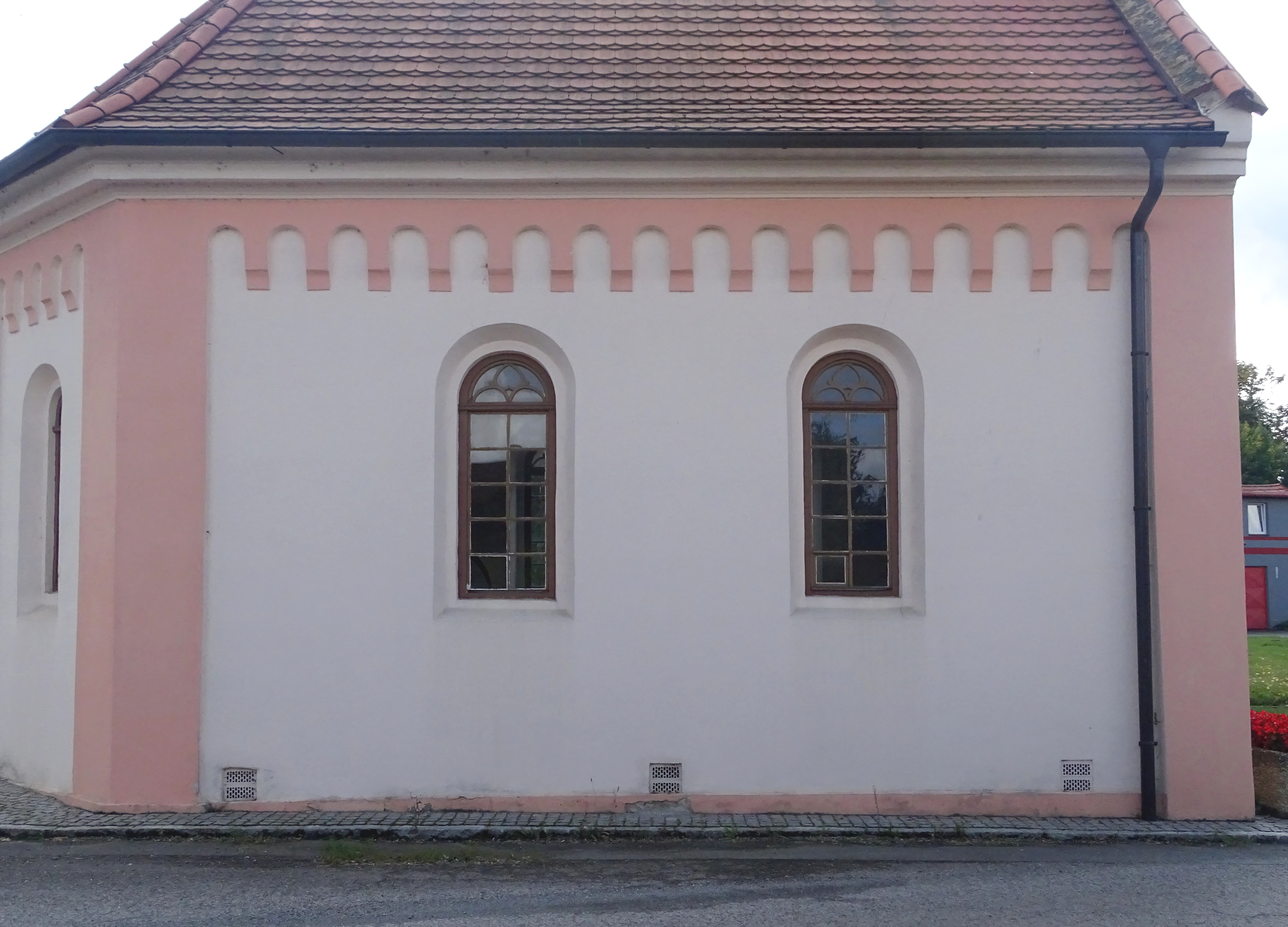
Boční pohled
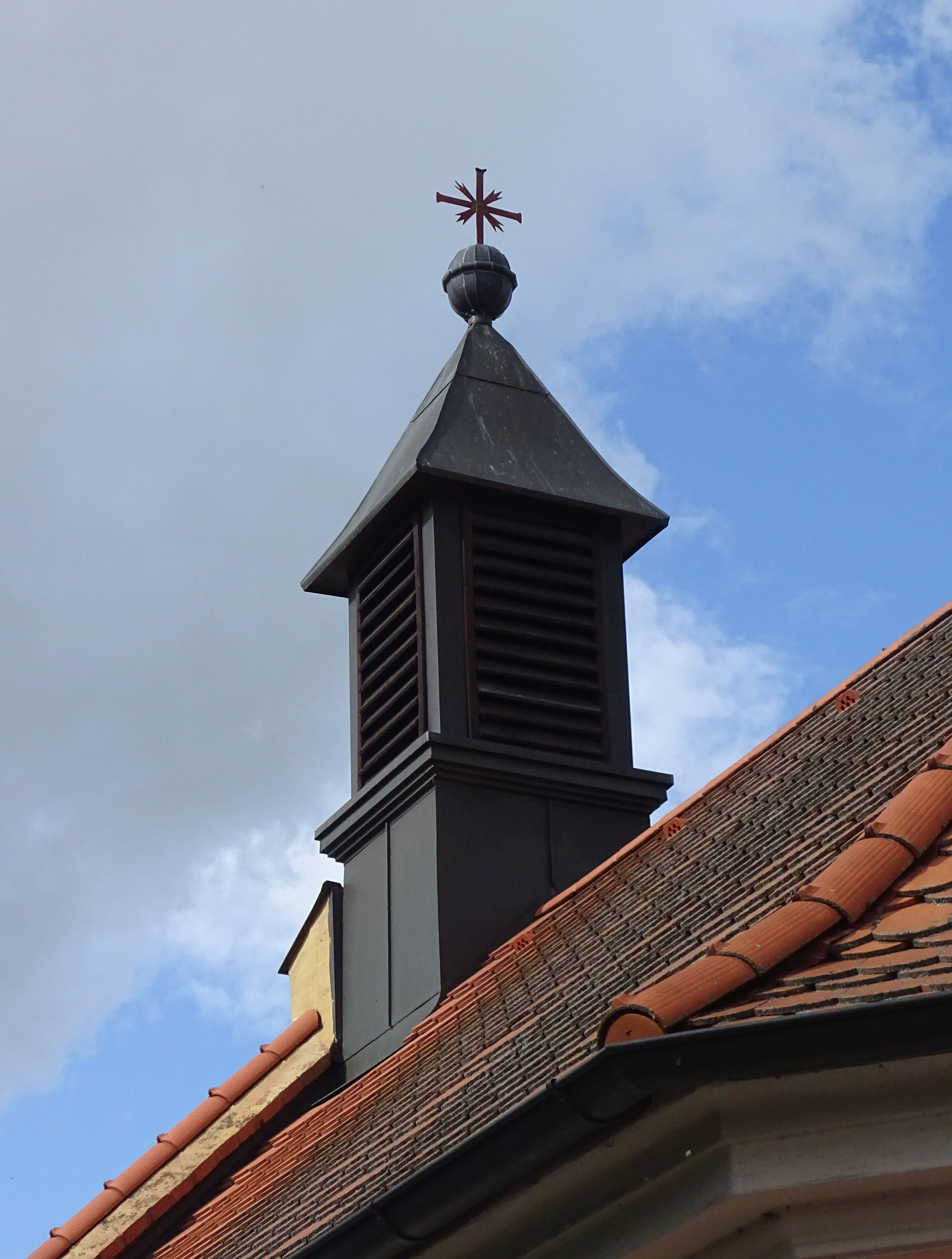
Věžička se zvonem
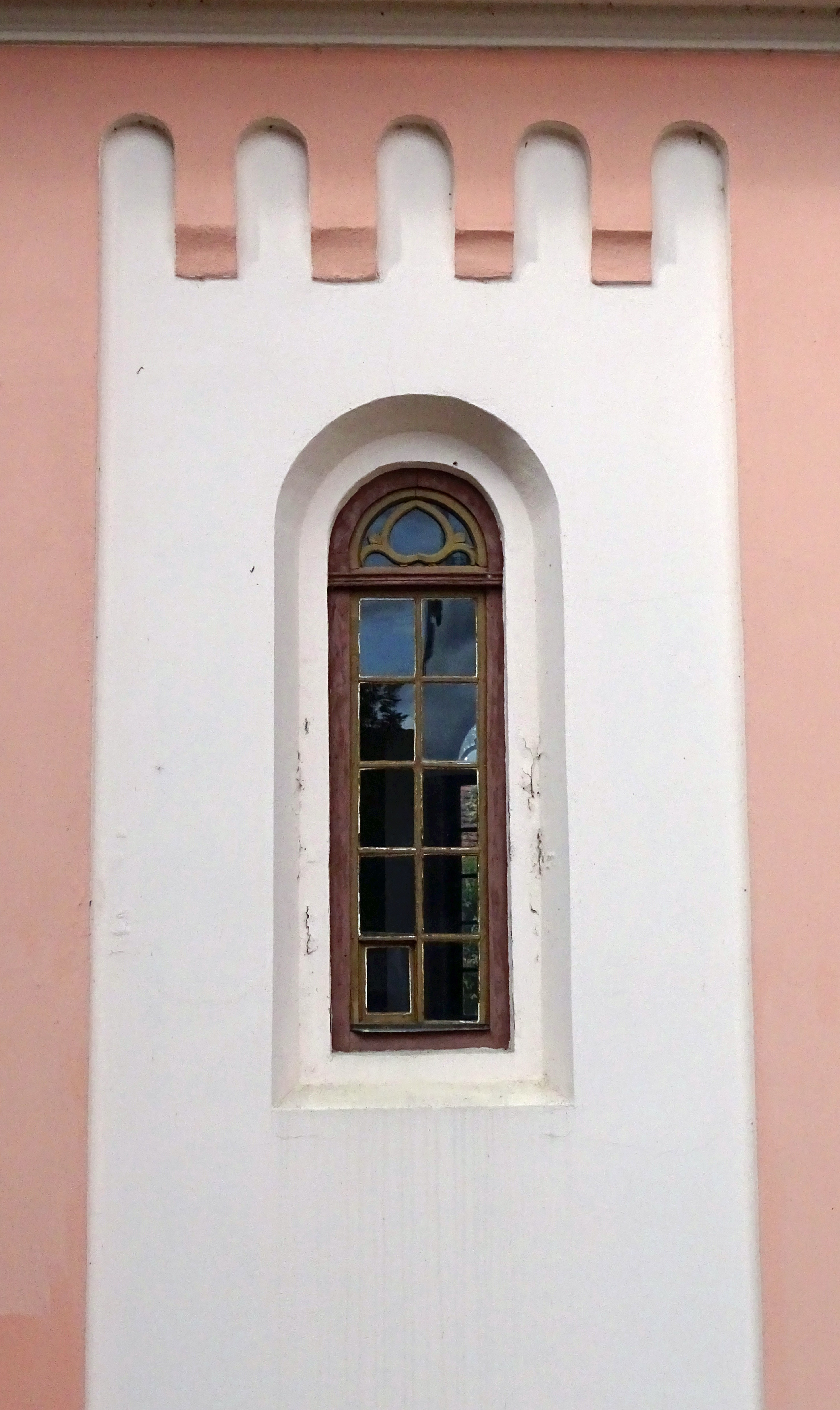
Úzké okno kněžiště
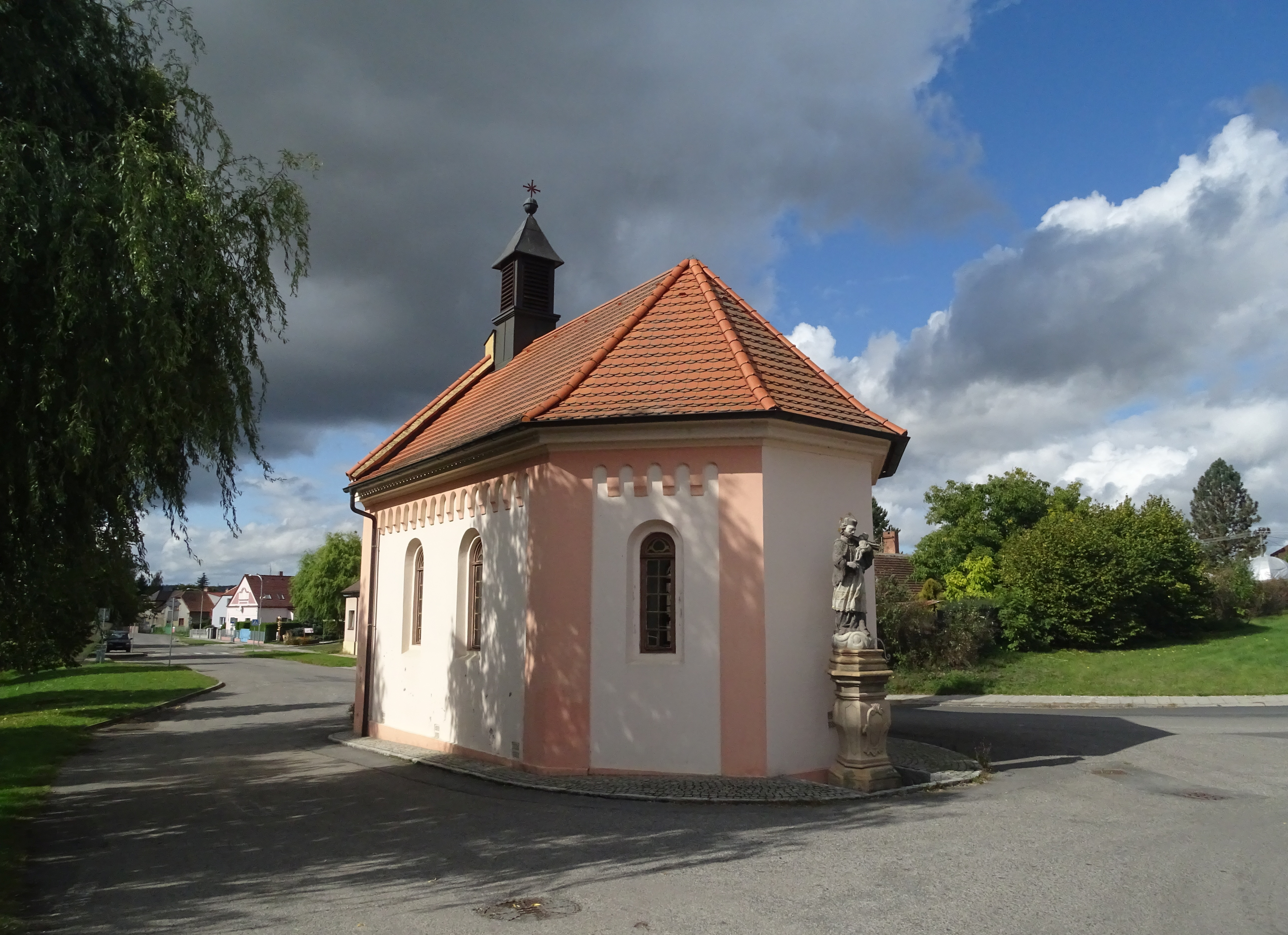
Socha sv. Jana Nepomuckého u závěru stejnomené kaple